# Tungelsta kyrka
Tungelsta kyrka är en kyrkobyggnad i Tungelsta. Den är församlingskyrka i Västerhaninge-Muskö församling i Stockholms stift.

## Kyrkobyggnaden
Kyrkan uppfördes i brunt tegel efter ritningar av Rolf Bergh och invigdes 11 mars 1973. Byggnaden har en kvadratisk planform med avfasade hörn i söder och norr och täcks av ett sadeltak. Södra och norra väggen har varsitt ovalt mandorlafönster som är utformade av Tore Bergh. Södra fönstret har glasmålningar föreställande röda rosor och kallas Rosenfönstret. Norra fönstret är färgat i blått och grönt och kallas Jordanfönstret. Kyrkorummet har en nord-sydlig orientering med altare och kor i söder.
I anslutning till kyrkorummets norra del ligger ett dopkapell med glasväggar. Kapellet kröns av en kupol formad av sex limträbågar. I dopkapellet finns en dopbassäng vars slipade och uppvärmda betongkanter kan fungera som sittbänkar. Ovanför dopbassängen står en dopfunt av trä. Från dopfuntens kopparskål rinner ständigt uppvärmt vatten till dopbassängen.
Söder om kyrkan står en klockstapel av trä.

## Inventarier
- Altaret med stort kors står vid södra väggens rosenfönster. Altaret är, liksom all övrig inredning, tillverkat av limträ i furu.

### Orgel
- En orgel flyttas hit från koret i Västerhaninge kyrka. De byggdes på 1960-talet av Klaus Becker Orgelbau, Kupfermühle, Tyskland och hade 4 stämmor.
- Den nuvarande orgeln byggdes 1990 av Nye Orgelbyggeri AB, Nye och är en mekanisk orgel.

| Huvudverk I         | Solo II              | Pedal      | Koppel |
| Principal 8´        | Rörflöjt 8´          | Subbas 16´ | I/P    |
| Trägedackt 8'       | Cornett IV (från g0) |            | II/P   |
| Fugara 8' (från c0) |                      |            | II/I   |
| Oktava 4'           |                      |            |        |
| Kvinta 3'           |                      |            |        |
| oktava 2'           |                      |            |        |
| Mixtur II           |                      |            |        |
| Trumpet 8'          |                      |            |        |

## Bildgalleri

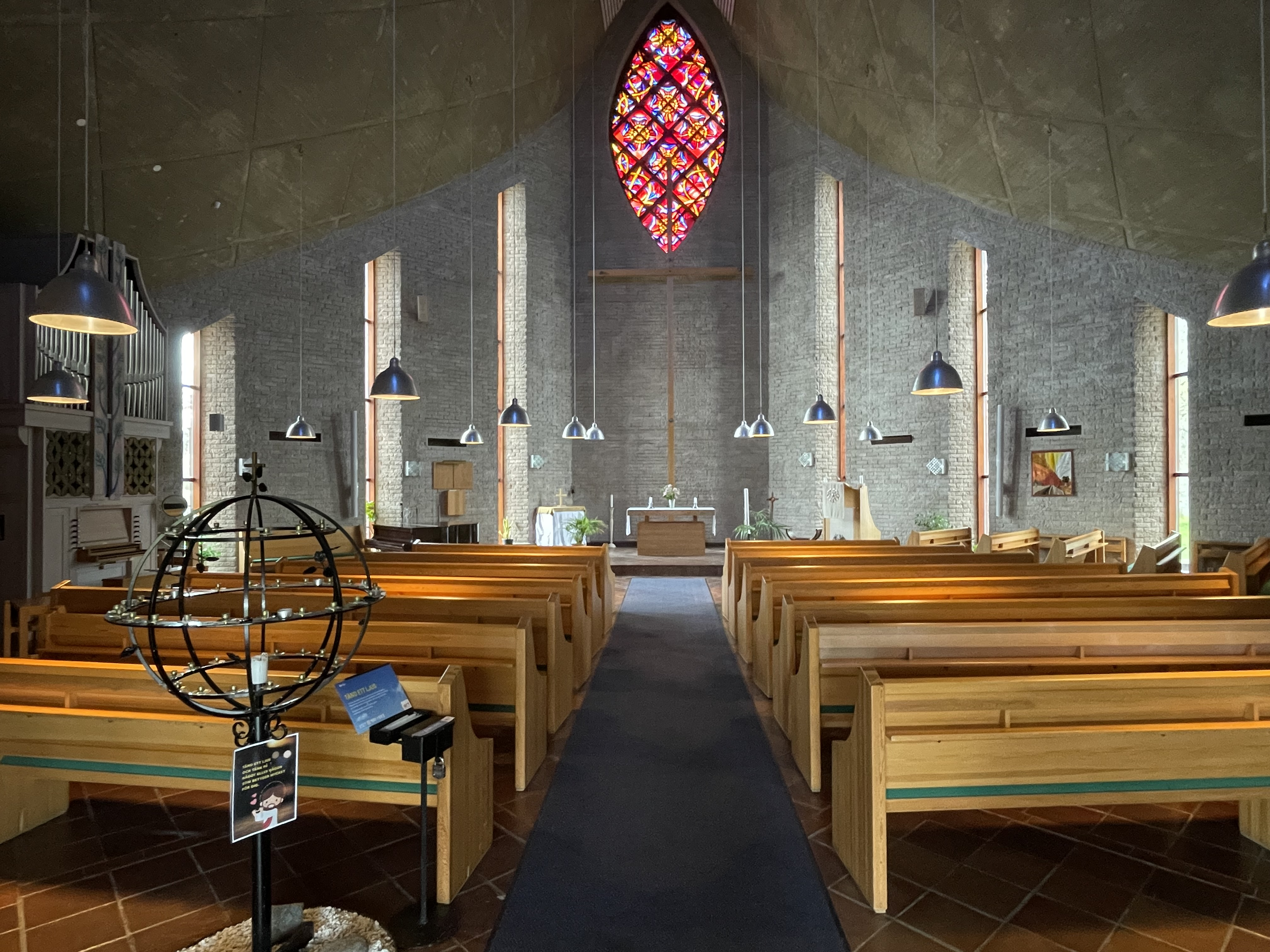
Kyrkorum
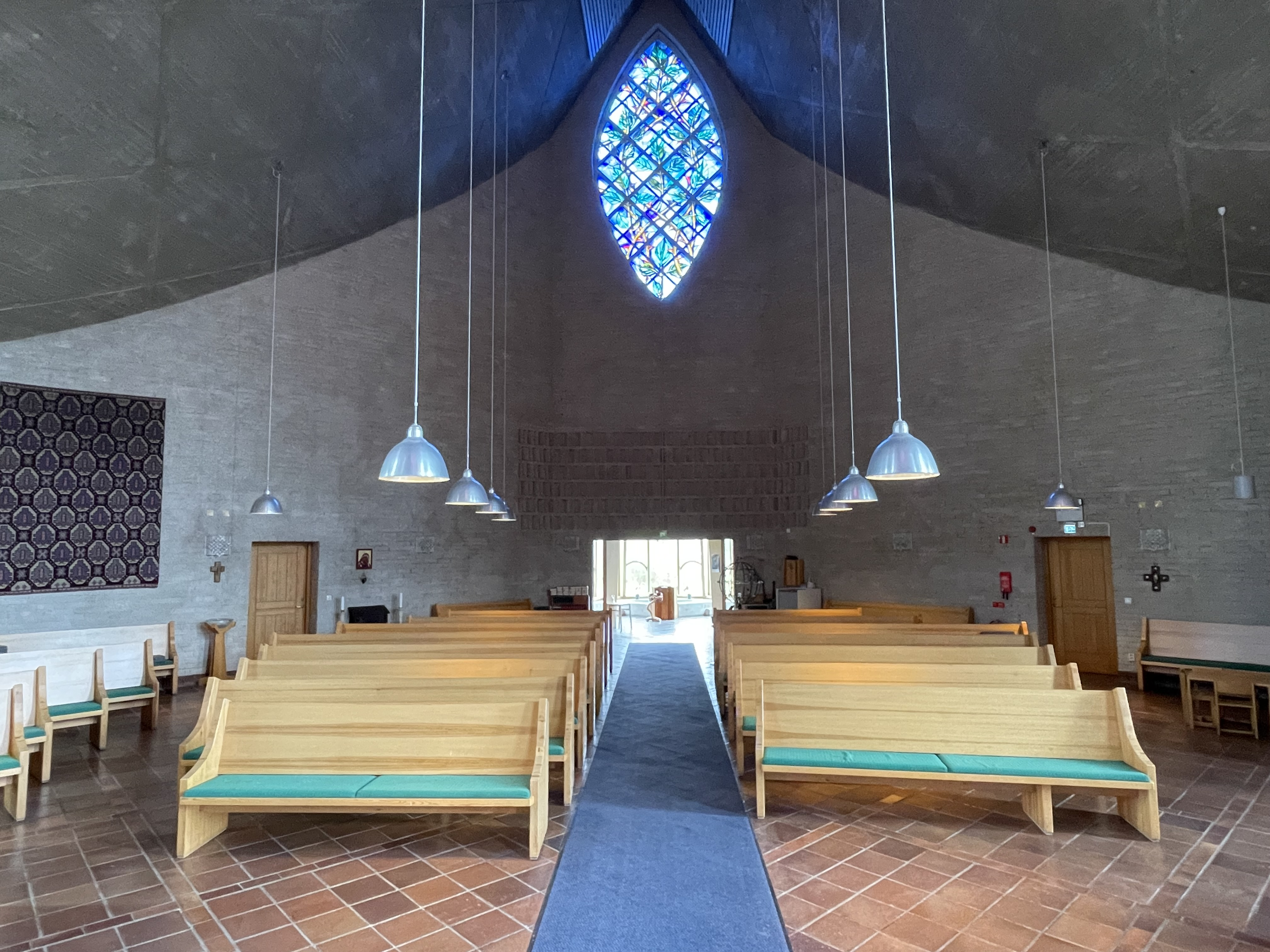
Kyrkorum mot ingång
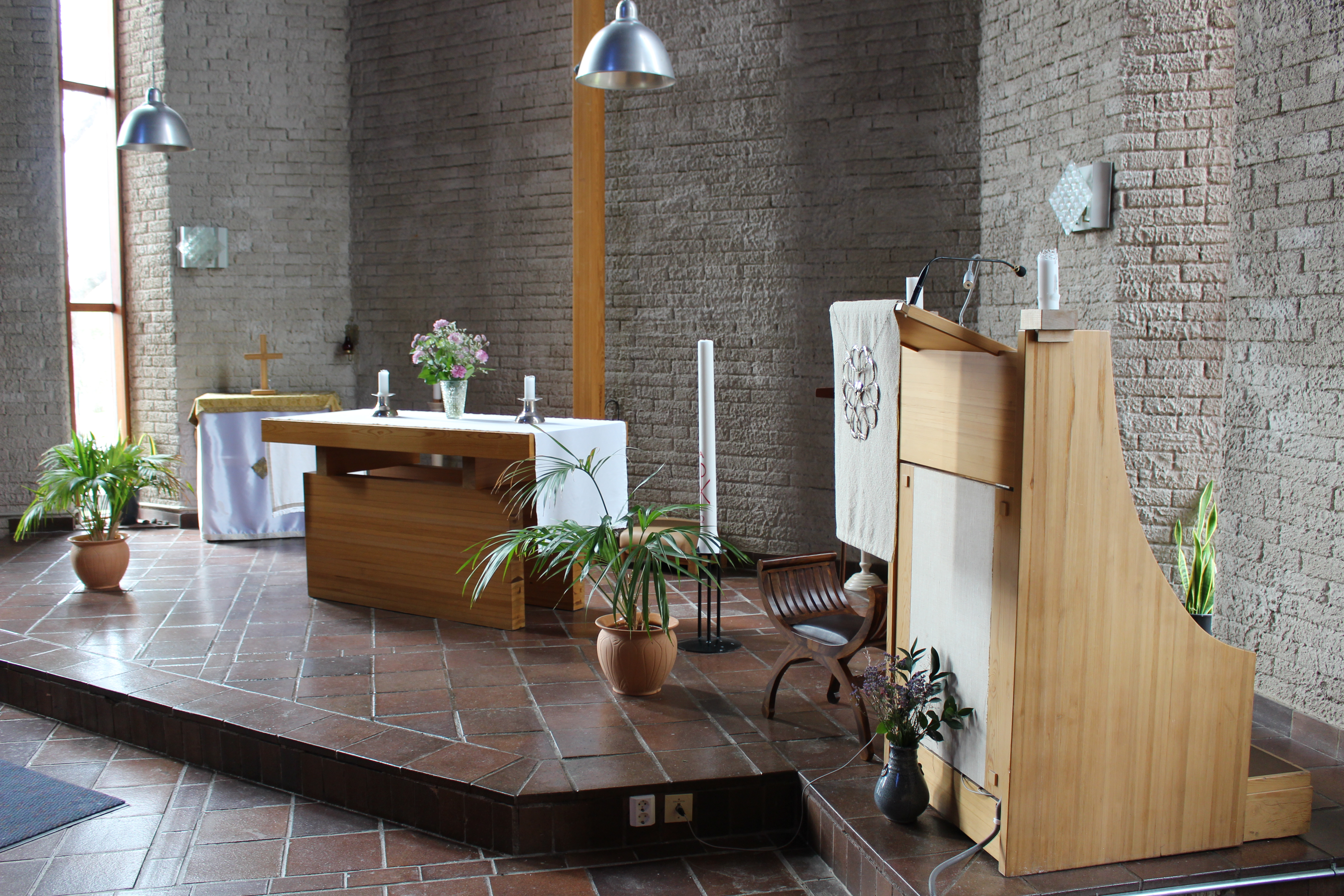
Koret
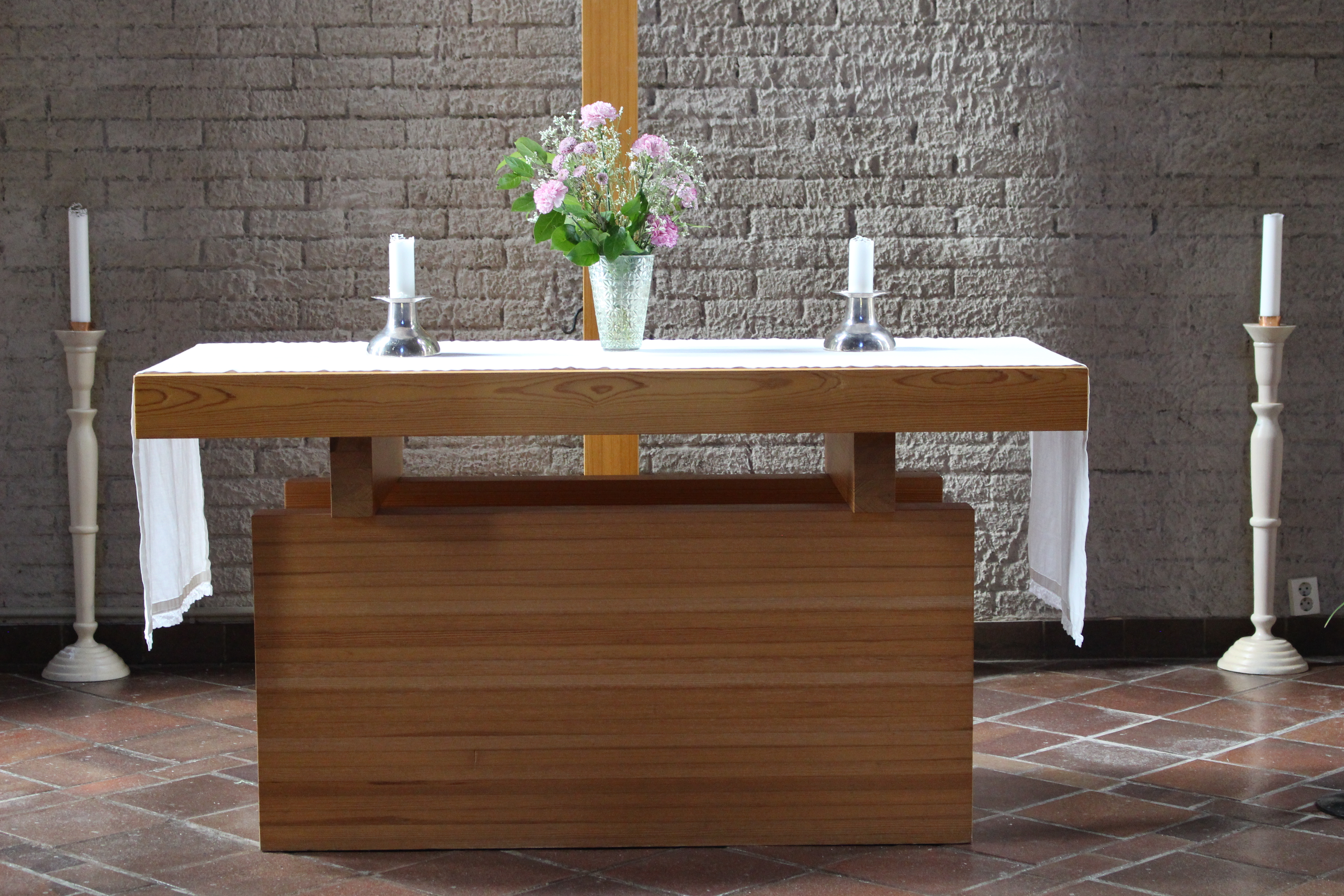
Altare
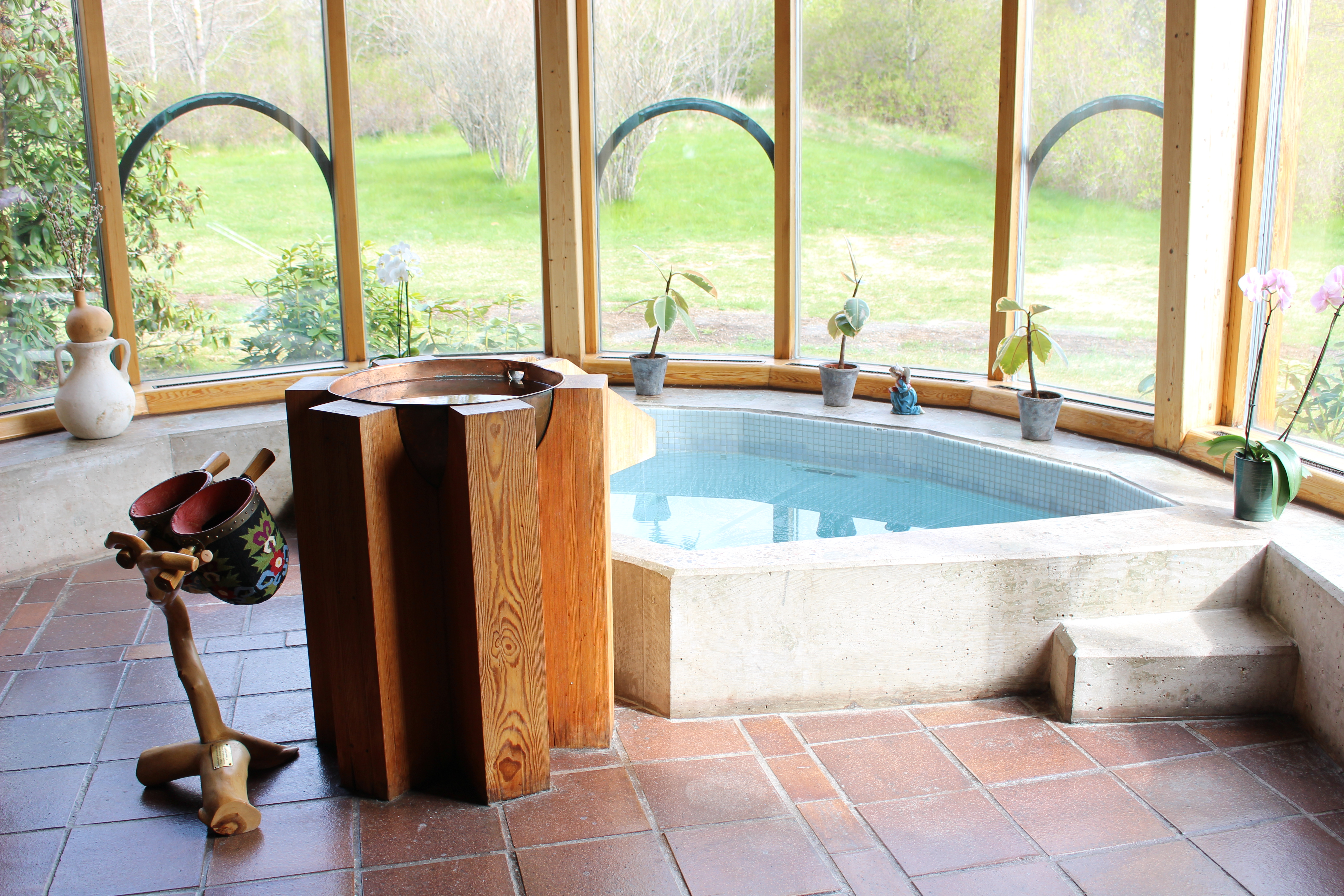
Dopfunt och dopgrav
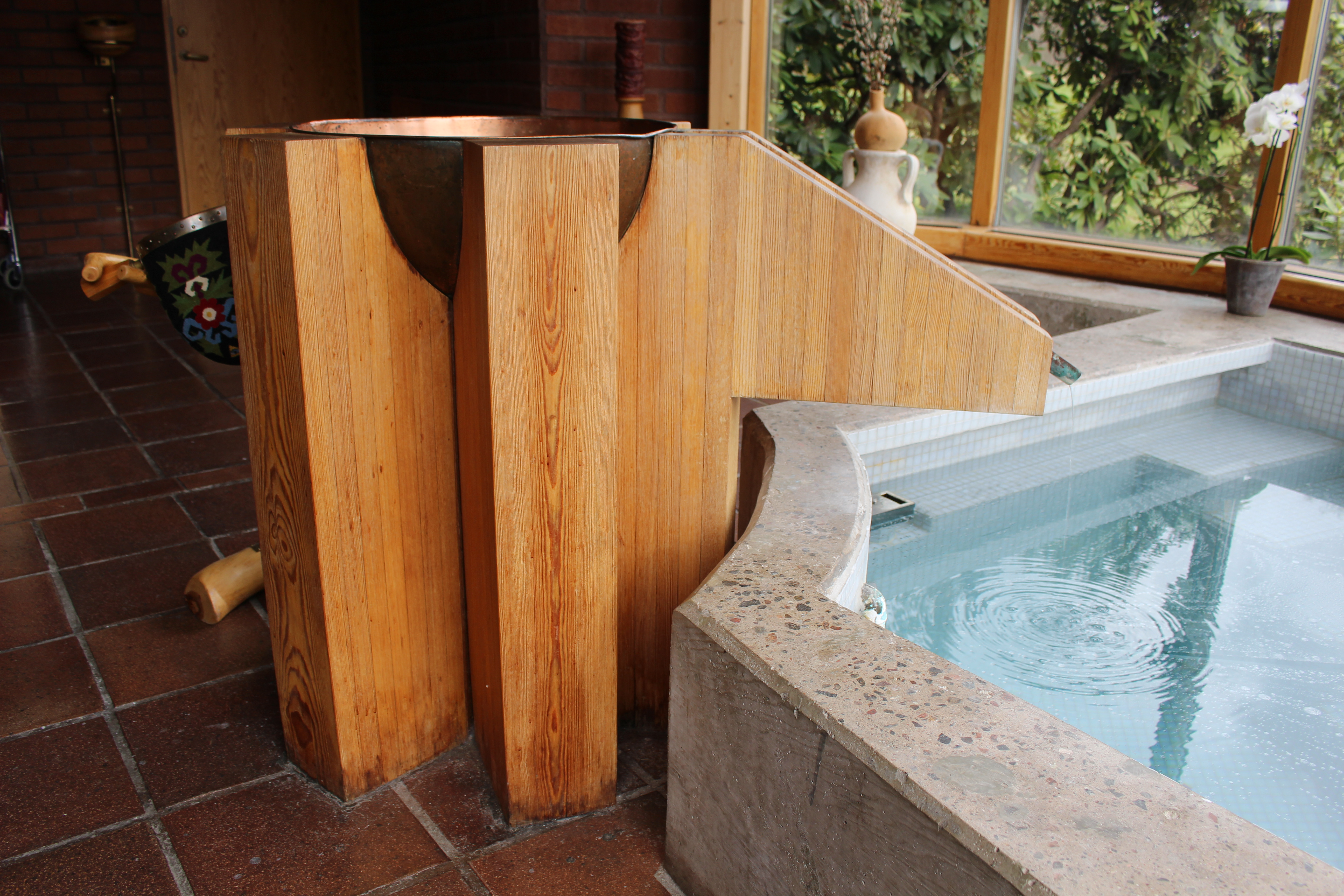
Dopfunt

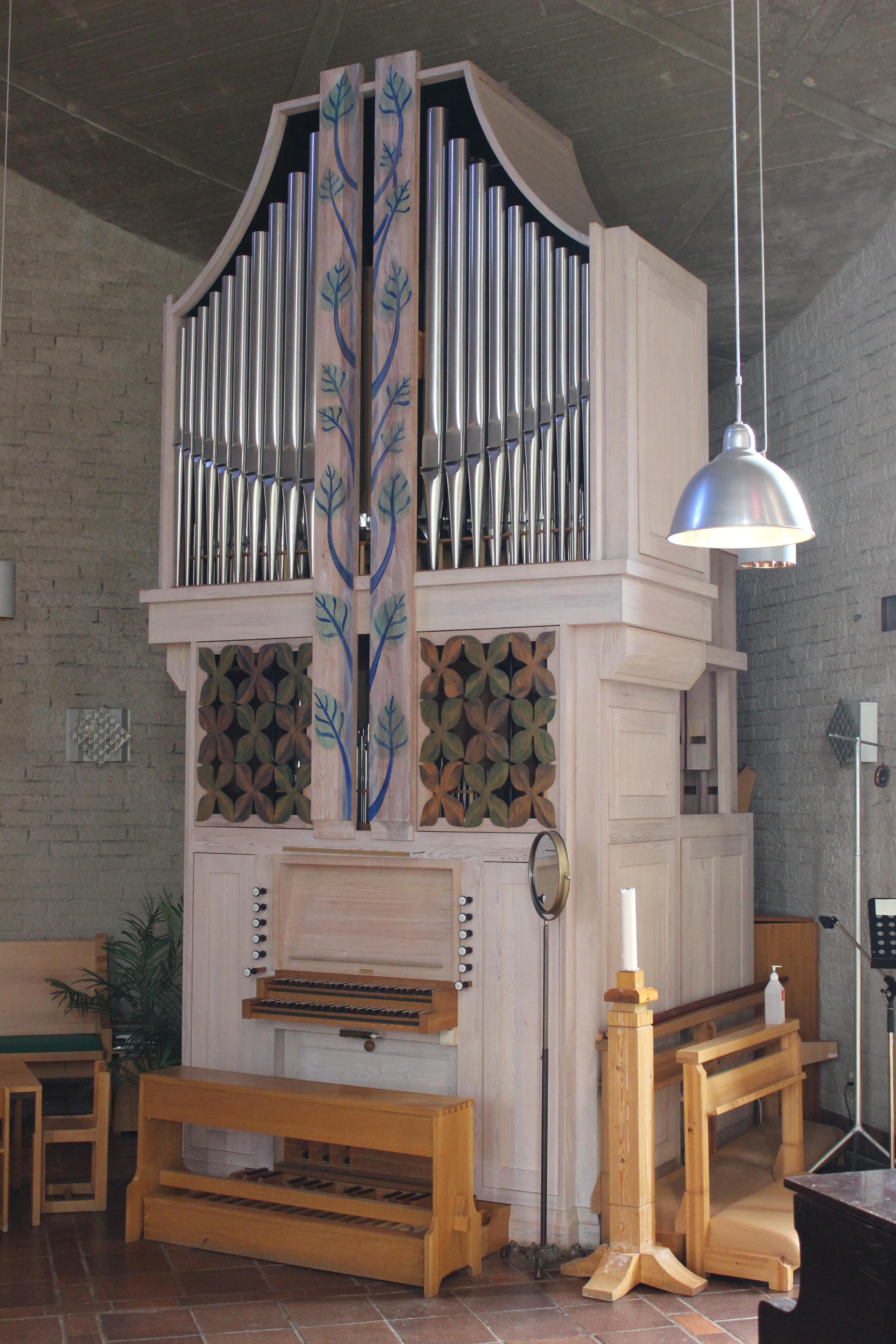
Orgel
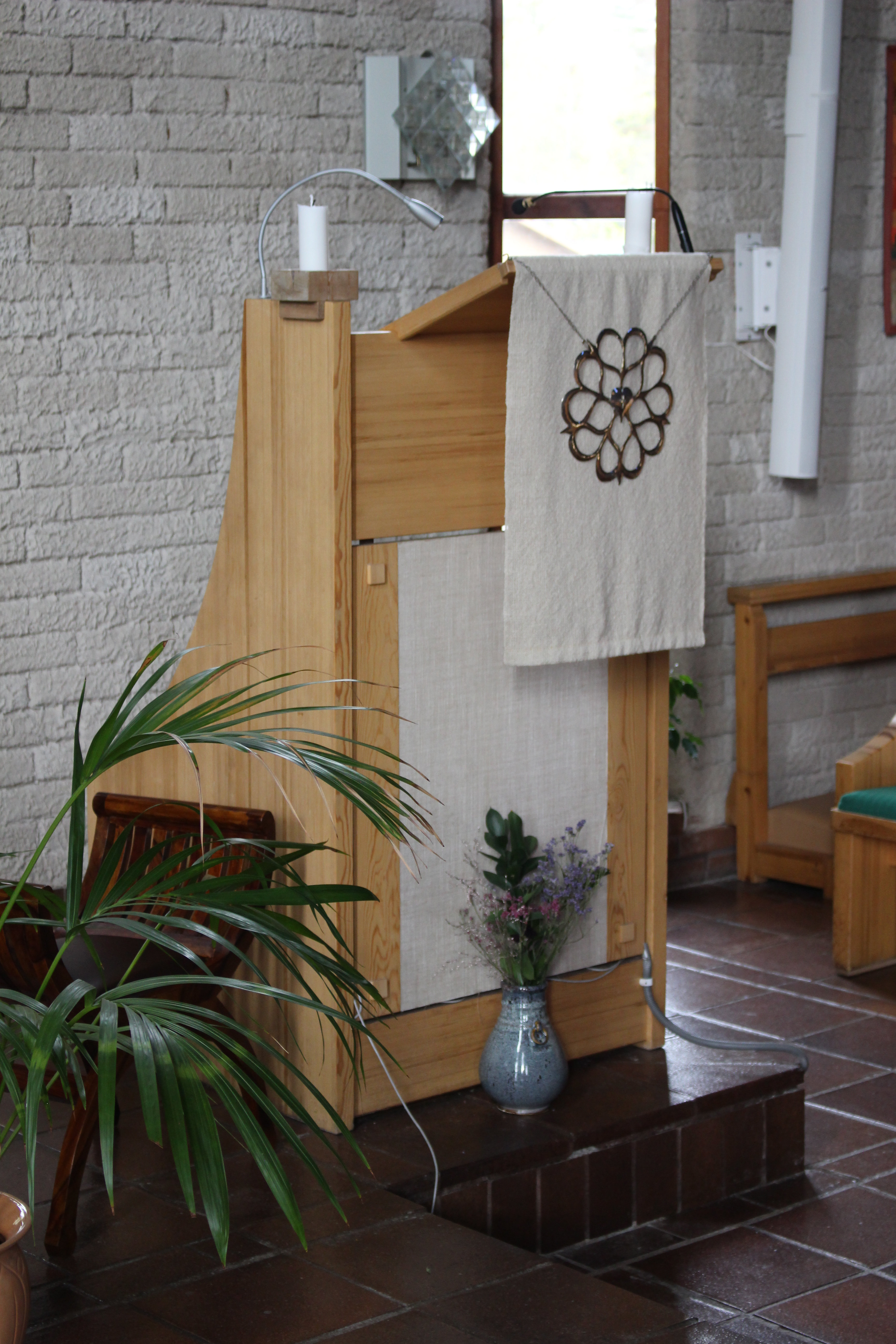
Ambo
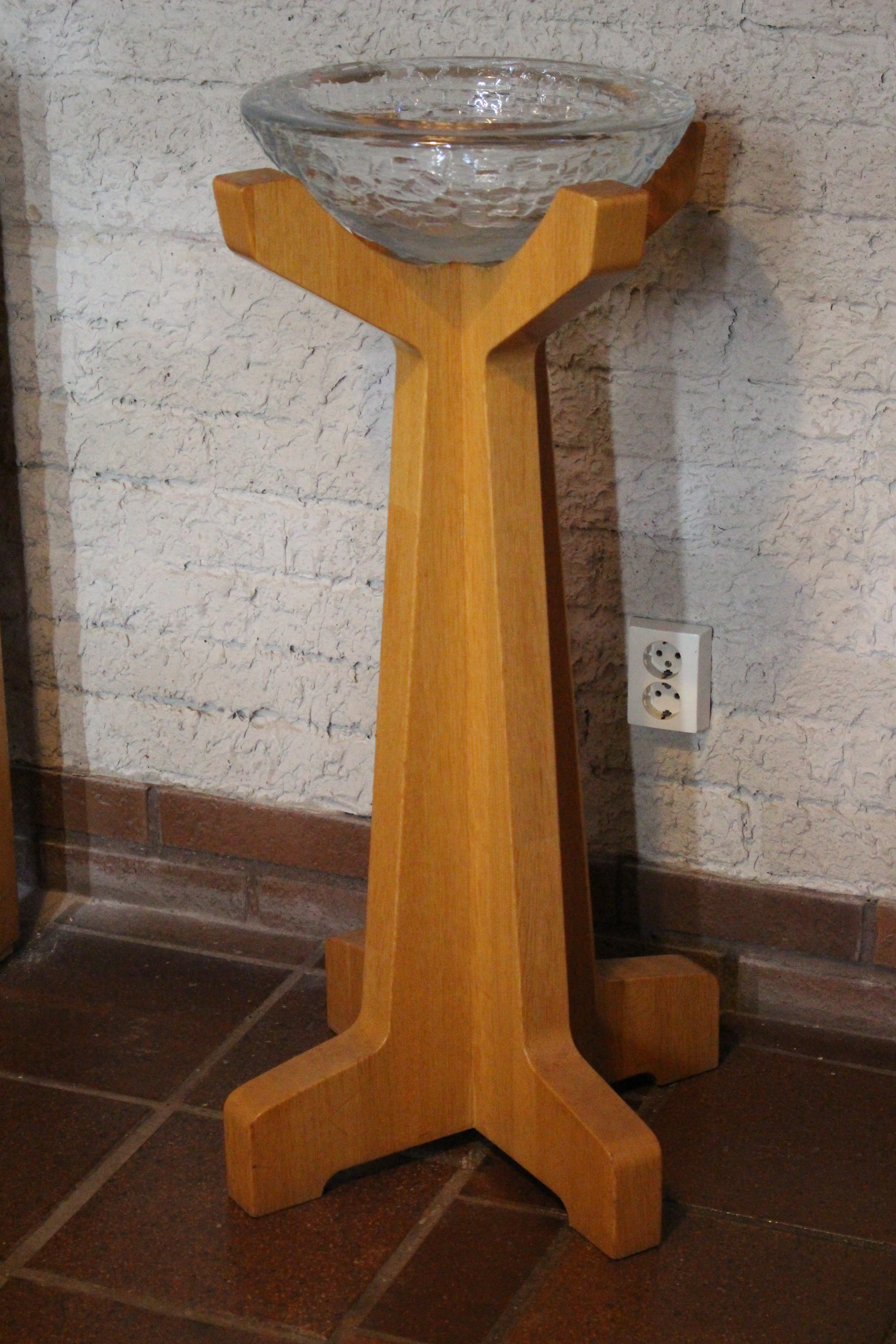
Liten dopfunt
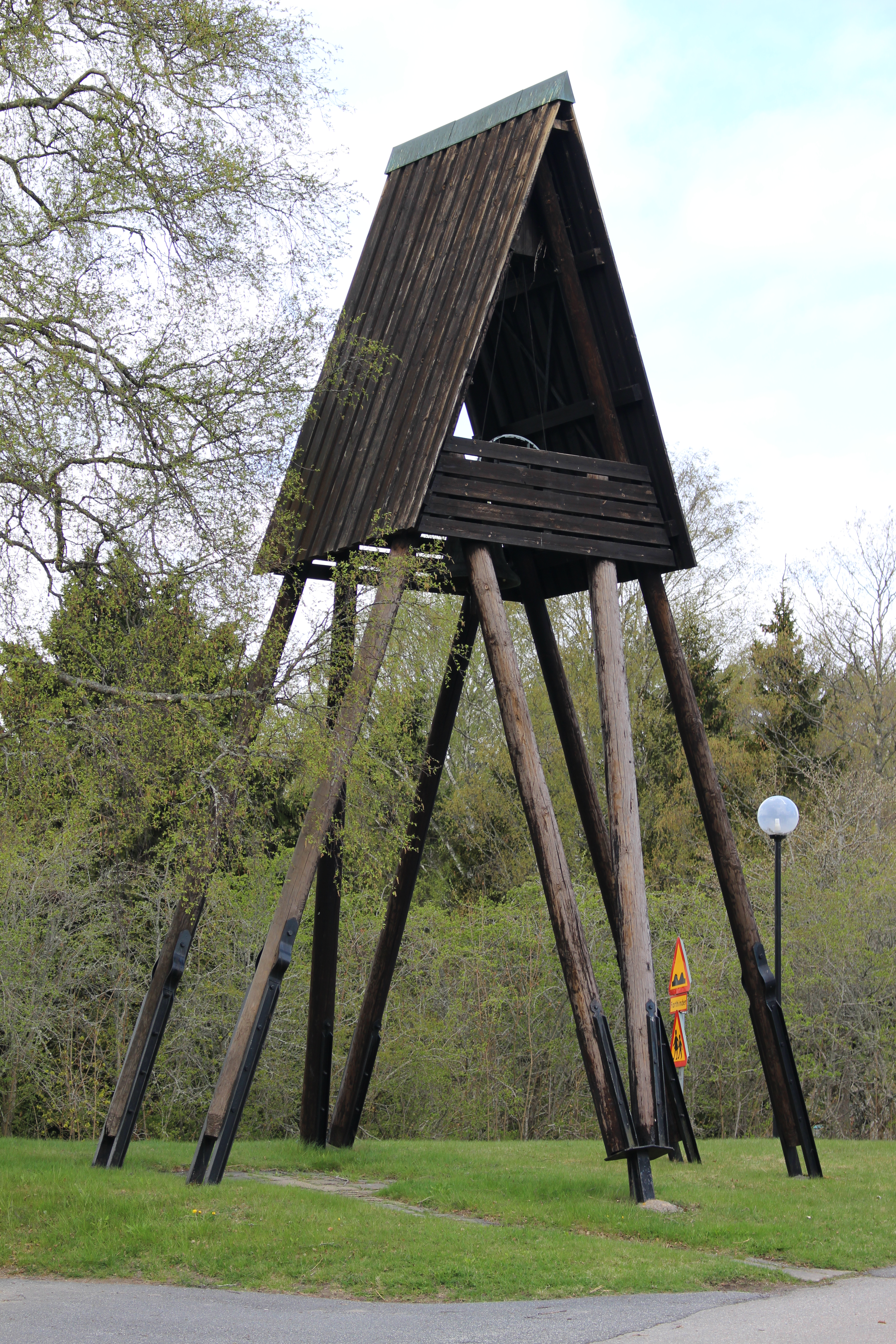
Klockstapeln

### Webbkällor
- anläggningspresentation
- ”Tungelsta kyrka”. Västerhaninge-Muskö församling. Arkiverad från originalet den 18 april 2013. http://archive.is/2013.04.18-102828/http://www.vhmforsamling.se/template2.asp?activeMenu=200&idCategory2=110&idCategory=89.